# La Colorada (Veraguas)
La Colorada ist ein Corregimiento des Bezirks Santiago in der Provinz Veraguas in Panama. Bei der Volkszählung im Jahr 2023 hatte es 2652 Einwohner. Das Corregimiento erstreckt sich über eine Fläche von 64,8 km².

## Bevölkerung
Die folgende Tabelle zeigt die Bevölkerung des Corregimientos La Colorada, wie es in den Volkszählungen 2000, 2010 und 2023 erfasst wurde.
| Jahr         | 2000 | 2010 | 2023 |
| ------------ | ---- | ---- | ---- |
| Einwohner    | 2100 | 2128 | 2652 |
| davon Männer | 1059 | 1112 | 1348 |
| davon Frauen | 1041 | 1016 | 1304 |

## Orte
Im Corregimiento La Colorada befinden sich folgende Orte:
- Asajal
- Brisas de Esperanza
- Castillos de La Herradura
- El Centeno
- El Conejo
- El Paso Real
- El Peligro
- El Quirri
- El Rasca
- El Tejar
- El Villano
- El Zapote o Pueblo Nuevo
- Jalobra
- La Colorada
- La Isleta
- La Trinchera
- Los Hatillos
- Los Marines
- Quebrada Honda
- Toceres